# Кости (3-й сезон)
Третий сезон американского детективного телесериала «Кости» о судебных антропологах из ФБР с Эмили Дешанель и Дэвидом Борианазом в главных ролях. Третий сезон, премьера которого состоялась на канале Fox 25 сентября 2007 года, а заключительная серия вышла 19 мая 2008 года, состоит из 15 эпизодов. Третий сезон был сокращён из-за забастовки Гильдии сценаристов США.

## В ролях

### Основной состав
- Эмили Дешанель — доктор Темперанс «Кости» Бреннан
- Дэвид Борианаз — специальный агент Сили Бут
- Микаэла Конлин — Энджела Монтенегро
- Эрик Миллеган — доктор Зак Эдди
- Томас Джозеф Тайн — доктор Джек Ходжинс
- Тамара Тейлор — доктор Кэмилла «Кэм» Сароян
- Джон Фрэнсис Дейли — доктор Лэнс Свитс

### Второстепенный состав
- Патриция Белчер — Кэролайн Джулиан
- Нейтан Дин — специальный агент Чарли Бёрнс
- Дэвид Гринман — Маркус Гайер
- Райан О’Нил — Макс Кинан
- Лорен Дин — Расс Бреннан
- Юджин Бирд — доктор Кларк Эдисон
- Тай Паниц — Паркер Бут

## Эпизоды
| № общий | № в сезоне | Название                                                         | Режиссёр           | Автор сценария                     | Дата премьеры    | Произв. код | Зрители в США (млн) |
| --- | ---------- | ---------------------------------------------------------------- | ------------------ | ---------------------------------- | ---------------- | ----------- | ------------------- |
| 44 | 1          | «The Widow's Son in the Windshield» «Сын вдовы в лобовом стекле» | Иэн Тойнтон        | Харт Хэнсон                        | 25 сентября 2007 | 3AKY01      | 8,40                |
| Бреннан исследует череп со следами укусов, который бросили на лобовое стекло машины подростки с моста. |            |                                                                  |                    |                                    |                  |             |                     |
| 45 | 2          | «Soccer Mom in the Mini-Van» «Мама футболистки в минивэне»       | Аллан Крокер       | Элизабет Бенджамин                 | 2 октября 2007   | 3AKY03      | 7,98                |
| Женщина-террористка, в 70-х годах состоявшая в Национальной Армии Освобождения, взлетела на воздух вместе со своим фургоном… Следы ведут в ФБР. |            |                                                                  |                    |                                    |                  |             |                     |
| 46 | 3          | «Death in the Saddle» «Смерть в седле»                           | Крейг Росс мл.     | Джош Берман                        | 9 октября 2007   | 3AKY02      | 8,48                |
| Команда исследует разложившееся тело, обнаруженное в лесу со связанными руками и без ступней. Кто же умер лошадиной смертью? Бут и Бреннан находят сообщество со странными сексуальными девиациями. Энджи пытается попробовать гипноз, чтоб вспомнить имя своего мужа |            |                                                                  |                    |                                    |                  |             |                     |
| 47 | 4          | «The Secret in the Soil» «Тайна в почве»                         | Стивен ДеПол       | Карин Розенталь                    | 23 октября 2007  | 3AKY04      | 8,94                |
| В парке находят труп с температурой тела 53 °C — это тело человека, который владел сетью универмагов экологически чистых продуктов. Первое появление Свитса. |            |                                                                  |                    |                                    |                  |             |                     |
| 48 | 5          | «Mummy in the Maze» «Мумия в лабиринте»                          | Марита Грэбиак     | Скотт Уильямс                      | 30 октября 2007  | 3AKY05      | 8,85                |
| В детском парке развлечений в лабиринте ребенок натыкается на настоящий скелет, замаскированный под игрушечный. |            |                                                                  |                    |                                    |                  |             |                     |
| 49 | 6          | «Intern in the Incinerator» «Стажёр в сжигателе»                 | Джефф Вулно        | Кристофер Амброуз                  | 6 ноября 2007    | 3AKY06      | 9,52                |
| Сожженное тело студента находят в самом институте. Гормогон подбирается все ближе. |            |                                                                  |                    |                                    |                  |             |                     |
| 50 | 7          | «The Boy in the Time Capsule» «Парень в капсуле времени»         | Чад Лоу            | Джанет Лин                         | 13 ноября 2007   | 3AKY07      | 9,12                |
| Группа бывших выпускников откапывает мемориальную капсулу, зарытую ими в далекие 80-е, только чтобы обнаружить спрятанное в ней тело. |            |                                                                  |                    |                                    |                  |             |                     |
| 51 | 8          | «The Knight on the Grid» «Рыцарь в сетке»                        | Дуайт Литтл        | Ноа Хоули                          | 20 ноября 2007   | 3AKY08      | 8,70                |
| Очередное дело Гормогона — Бреннан присылают вырезанные коленные чашечки от трупа. |            |                                                                  |                    |                                    |                  |             |                     |
| 52 | 9          | «The Santa in the Slush» «Санта-Клаус в слякоти»                 | Джефф Вулно        | Элизабет Бенджамин и Скотт Уильямс | 27 ноября 2007   | 3AKY10      | 9,62                |
| Накануне Рождества в канализации обнаружен труп человека в красном костюме с длинной седой бородой. Хо-хо-хо! |            |                                                                  |                    |                                    |                  |             |                     |
| 53 | 10         | «The Man in the Mud» «Мужчина в грязи»                           | Скотт Лотанен      | Джанет Тамаро                      | 14 апреля 2008   | 3AKY11      | 8,54                |
| Свидание влюбленной парочки в грязевом источнике заканчивается встречей с трупом, кости которого поражены многочисленными переломами — он был мотогонщиком. |            |                                                                  |                    |                                    |                  |             |                     |
| 54 | 11         | «Player Under Pressure» «Игрок под давлением»                    | Джессика Ландау    | Джанет Тамаро                      | 21 апреля 2008   | 2AKY19      | 8,64                |
| В университетском спортзале под складывающимися трибунами найден раздавленный труп спортсмена, который слишком любил девушек. |            |                                                                  |                    |                                    |                  |             |                     |
| 55 | 12         | «The Baby in the Bough» «Ребёнок в ветвях»                       | Иэн Тойнтон        | Карин Розенталь                    | 28 апреля 2008   | 3AKY09      | 9,68                |
| В машине найден женский труп, а рядом, на ветвях дерева, корзина с живым и здоровым младенцем. Бут и Бреннан отправляются в полувымерший городок с разрушенным мостом.                                                                                                |            |                                                                  |                    |                                    |                  |             |                     |
| 56 | 13         | «The Verdict in the Story» «Приговор в истории»                  | Жанно Шварц        | Кристофер Амброуз                  | 5 мая 2008       | 3AKY12      | 8,13                |
| Бреннан отстраняют от очередного дела, так как пришло время судебного процесса над её отцом. Она пытается его спасти. |            |                                                                  |                    |                                    |                  |             |                     |
| 57 | 14         | «The Wannabe in the Weeds» «Певец в сорняках»                    | Гордон К. Лонсдэйл | Джош Берман                        | 12 мая 2008      | 3AKY13      | 9,42                |
| Спортивный тренер-красавчик, пытающийся стать певцом, найден убитым. Бут и Бреннан знакомятся с его поклонницей-толстушкой. |            |                                                                  |                    |                                    |                  |             |                     |
| 58 | 15         | «The Pain in the Heart» «Боль в сердце»                          | Аллан Крокер       | Харт Хэнсон и Стефан Нейтан        | 19 мая 2008      | 3AKY14      | 10,15               |
| Очередное дело Гормогона — Бреннан присылают нижнюю челюсть. Разгадка личности убийцы оказывается слишком тяжелой для команды. |            |                                                                  |                    |                                    |                  |             |                     |